# Gustaf Sobin
Gustaf Sobin (* 15. November 1935 in Boston; † 7. Juli 2005 in Goult, Vaucluse, Provence) war ein US-amerikanischer Lyriker und Erzähler.

## Biografisches
Sobin besuchte die Brown University in Rhode Island und graduierte 1957. Auf seinen anschließenden Reisen lernte er unter anderen Ernest Hemingway in Kuba kennen. 1960 entschloss er sich zu einer Schriftstellerkarriere und zog nach Paris. Dort traf er den Lyriker René Char, der sich 1940 in der Résistance organisiert hatte und der Sobin mit seiner aphoristischen Lyrik und seinem freien Versmaß beeinflusste. Auf Chars Rat besuchte Sobin die Provence. In Goult, einem kleinen Dorf, erwarb er ein Haus, in dem er über vierzig Jahre wohnte. 1968 heiratete er die englische Malerin Susannah Bott, mit der er eine Tochter und einen Sohn hatte. 
Vier Jahre später veröffentlichte Sobin sein erstes Gedicht. In den 1970er und 1980er Jahren folgten viele Gedichtausgaben und Reiseberichte, die er zumeist privat in kleinen Auflagen veröffentlichte. Mit seinem dritten Roman The Fly Truffler erlangte er größere Bekanntheit. Gustav Sobin starb im Alter von 69 Jahren an Krebs.

## Werk
Sobins erster Roman Venus Blue (Venus-Blau), in dem er das ‚Goldene Zeitalter‘ der großen Hollywood-Darstellerinnen beschrieb, erschien 1991. In seinem zweiten Buch Dark Mirrors schilderte er die Verstrickung eines Schriftstellers in seinen eigenen Handlungsstrang. The Fly Truffler (Der Trüffelsucher), erschienen 1999, handelt von einem Dozenten, der sein Leben auf einem heruntergekommenen Hof fristet, eine Affäre mit einer Studentin hat und schließlich das Gefühl für die Grenzen zwischen Realität und Imagination verliert. In seinem vierten Roman Vanishing Star (Auf der Suche nach einem verlöschenden Stern), erschienen 2003, erzählte Sobin von einer frühen Lebensphase der Schauspielerin Greta Garbo.
Gustaf Sobin veröffentlichte mehr als zwei Dutzend Lyrik-Ausgaben, vier Romane, eine Kindergeschichte und zwei Sammlungen von Essays. Auf Deutsch sind von Sobin beim Berlin Verlag Das Taubenhaus, Venusblau, Der Trüffelsucher und Auf der Suche nach einem verlöschenden Stern erschienen.